# 2021年夏季世界大學生運動會乒乓球比賽
2021年夏季世界大學運動會乒乓球比賽，是因2019冠状病毒病疫情而延期至2023年进行的2021年夏季世界大學運動會的其中一个比赛项目，比賽於2023年7月29日至8月5日間在中國成都高新体育中心体育馆進行，共產生7面金牌。

## 獎牌榜
*   主办国家/地区（中国）
| 排名                | 代表团              | 金牌 | 銀牌 | 銅牌 | 总计 |
| ------------------- | ------------------- | ---- | ---- | ---- | ---- |
| 1                   | 中国*               | 7    | 3    | 3    | 13   |
| 2                   | 日本                | 0    | 3    | 3    | 6    |
| 3                   | 中华台北            | 0    | 1    | 2    | 3    |
| 4                   | 中国香港            | 0    | 0    | 2    | 2    |
| 5                   | 德国                | 0    | 0    | 1    | 1    |
| 5                   | 泰国                | 0    | 0    | 1    | 1    |
| 5                   | 土耳其              | 0    | 0    | 1    | 1    |
| 5                   | 美国                | 0    | 0    | 1    | 1    |
| 总计（共8个代表团） | 总计（共8个代表团） | 7    | 7    | 14   | 28   |

## 獎牌得主
| 項目     | 金牌                                                   | 银牌                                                               | 铜牌                                                                                      |
| 男子單打 | 周恺 · 中国（CHN）                                     | 徐瑛彬 · 中国（CHN）                                               | 薛飞 · 中国（CHN）                                                                        |
| 男子單打 | 周恺 · 中国（CHN）                                     | 徐瑛彬 · 中国（CHN）                                               | 楊嘉安 · 中华台北（TPE）                                                                  |
| 女子單打 | 钱天一 · 中国（CHN）                                   | 出澤杏佳 · 日本（JPN）                                             | 趙尚 · 中国（CHN）                                                                        |
| 女子單打 | 钱天一 · 中国（CHN）                                   | 出澤杏佳 · 日本（JPN）                                             | 奥拉旺·巴拉南 · 泰国（THA）                                                               |
| 男子雙打 | 中国（CHN） · 徐瑛彬 · 薛飞                            | 日本（JPN） · 濵田一輝 · 谷垣佑真                                  | 中国（CHN） · 劉丁碩 · 周愷                                                               |
| 男子雙打 | 中国（CHN） · 徐瑛彬 · 薛飞                            | 日本（JPN） · 濵田一輝 · 谷垣佑真                                  | 土耳其（TUR） · İbrahim Gündüz · Abdullah Yigenler                                        |
| 女子雙打 | 中国（CHN） · 錢天一 · 趙尚                            | 中国（CHN） · 何卓佳 · 王曉彤                                      | 美国（USA） · 宋家瑜 · 王艾米                                                             |
| 女子雙打 | 中国（CHN） · 錢天一 · 趙尚                            | 中国（CHN） · 何卓佳 · 王曉彤                                      | 日本（JPN） · 本井明梨 · 黑野葵衣                                                         |
| 混合雙打 | 中国（CHN） · 钱天一 · 刘丁硕                          | 中国（CHN） · 王晓彤 · 薛飞                                        | 中国香港（HKG） · 杜凱琹 · 何鈞傑                                                         |
| 混合雙打 | 中国（CHN） · 钱天一 · 刘丁硕                          | 中国（CHN） · 王晓彤 · 薛飞                                        | 日本（JPN） · 宮川昌大 · 出澤杏佳                                                         |
| 男子團體 | 中国（CHN） · 劉丁碩 · 滿派 · 薛飞 · 徐瑛彬 · 周愷     | 中华台北（TPE） · 黃彥誠 · 楊子儀 · 黎昕陽 · 王晨又 · 楊嘉安       | 日本（JPN） · 田中佑汰 · 谷垣佑真 · 宮川昌大 · 横谷晟 · 濵田一輝                          |
| 男子團體 | 中国（CHN） · 劉丁碩 · 滿派 · 薛飞 · 徐瑛彬 · 周愷     | 中华台北（TPE） · 黃彥誠 · 楊子儀 · 黎昕陽 · 王晨又 · 楊嘉安       | 德国（GER） · Florian Bluhm · Tobias Hippler · Kirill Fadeev · Nils Hohmeier · Pekka Pelz |
| 女子團體 | 中国（CHN） · 錢天一 · 王曉彤 · 楊詩璐 · 趙尚 · 何卓佳 | 日本（JPN） · 出澤杏佳 · 木村香纯 · 黑野葵衣 · 本井明梨 · 船場清華 | 中国香港（HKG） · 杜凱琹 · 蘇慧音 · 林依諾 · 吴咏琳 · 李凯敏                              |
| 女子團體 | 中国（CHN） · 錢天一 · 王曉彤 · 楊詩璐 · 趙尚 · 何卓佳 | 日本（JPN） · 出澤杏佳 · 木村香纯 · 黑野葵衣 · 本井明梨 · 船場清華 | 中华台北（TPE） · 黃愉倢 · 李昱諄 · 黃禹喬 · 黃郁雯 · 簡彤娟                              |

## 外部連結
- （英文）比賽結果 （页面存档备份，存于）